# Footwork FA14
Chronologie des modèles (1993)
Footwork FA13B
La Footwork FA14 est la monoplace de Formule 1 engagée par l'écurie britannique Footwork Racing dans le cadre du championnat du monde de Formule 1 1993. Elle est pilotée par le Britannique Derek Warwick et le Japonais Aguri Suzuki. Propulsée par un moteur V10 Mugen-Honda, la FA14 est engagée à partir de la troisième manche de la saison, au Grand Prix d'Europe. Elle remplace la Footwork FA13B qui a participé aux deux premières courses du championnat, le temps que la conception de la FA14 soit finalisée.

## Historique
La Footwork FA14 se révèle être une monoplace assez fiable mais peu performante, d'autant plus que de nombreuses erreurs de pilotage causent son abandon en course. Lors de son premier Grand Prix, Aguri Suzuki et Derek Warwick abandonnent à cause d'une défaillance de boîte de vitesses. À Saint-Marin, Warwick est victime d'un accident à mi-course, tandis que Suzuki termine neuvième et dernier de l'épreuve, à sept tours du vainqueur Alain Prost.
Après une course anonyme en Espagne, les deux pilotes Footwork abandonnent au Monaco : au quarante-troisième tour, l'accélérateur de Warwick casse, puis, trois tours plus tard, Suzuki est victime d'un accident. Au Canada et en France, les deux FA14 rallient l’arrivée mais sont hors des points.
Il faut en effet attendre la septième manche de la saison, le Grand Prix de Grande-Bretagne, pour que Footwork retrouve les points. Warwick, qualifié en huitième position sur la grille, termine sixième à un tour de Prost. Son équipier, qualifié dixième, abandonne dès le huitième tour à la suite d'un tête-à-queue,.
En Hongrie, le Britannique termine quatrième, à un tour de Damon Hill, après s'être élancé depuis la neuvième place, alors que Suzuki, parti dixième, abandonne à nouveau à la suite d'un tête-à-queue survenu au quarante-et-unième tour,. Le reste de la saison est suivi de quatre doubles abandons, essentiellement dus à des accrochages avec d'autres pilotes. Suzuki réalise sa meilleure performance lors du dernier Grand Prix, en Australie, où il termine septième, soit sa première course sans abandon depuis le Grand Prix de France.
À l'issue du championnat, Footwork Racing termine neuvième du championnat des constructeurs, avec quatre points, tous marqués par Derek Warwick, qui se classe seizième du championnat du monde des pilotes, tandis qu'Aguri Suzuki est vingt-quatrième.

## Résultats en championnat du monde de Formule 1

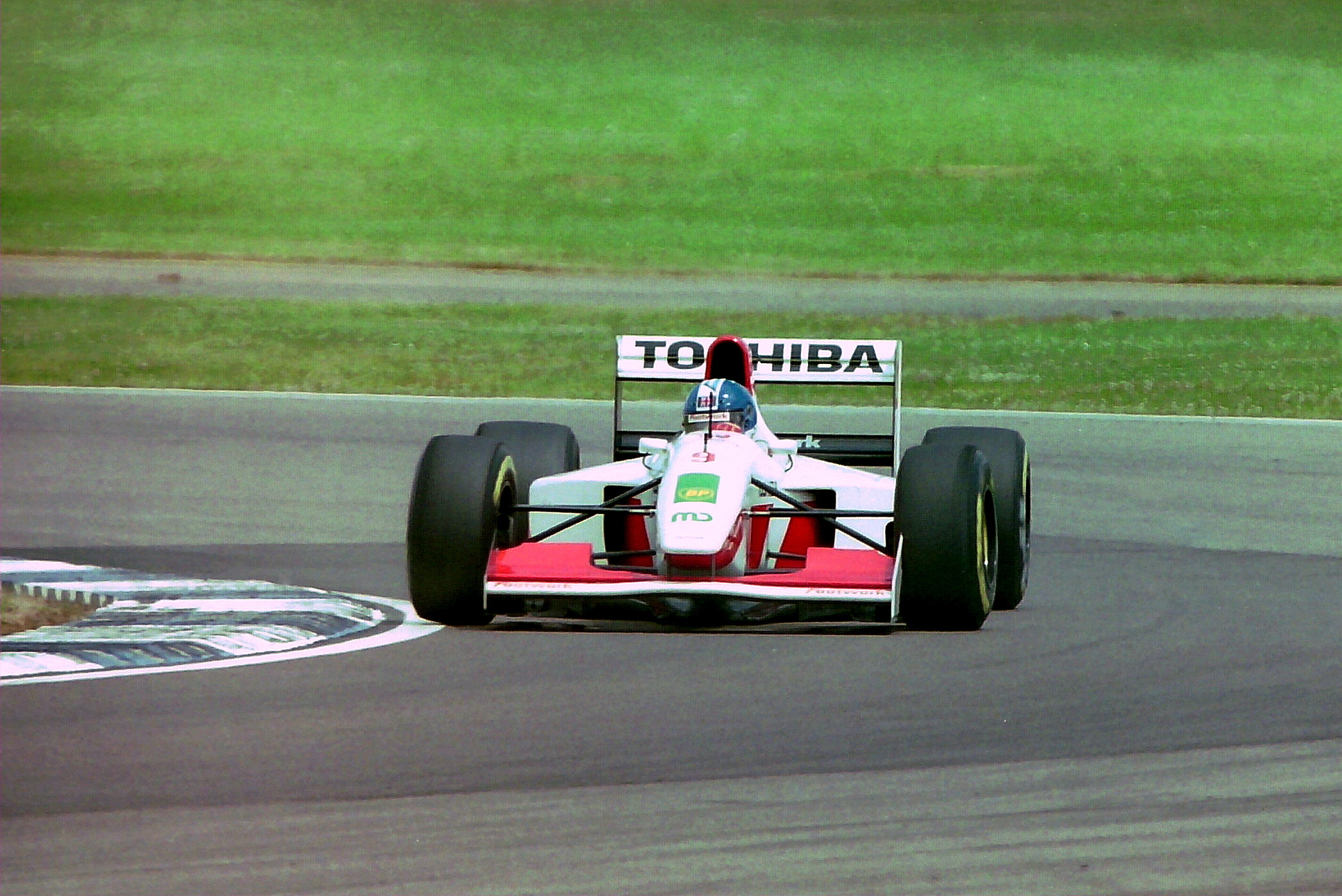
Derek Warwick à bord de la Footwork FA14 lors du Grand Prix de Grande-Bretagne 1993.

| Saison | Écurie               | Moteur                   | Pneus    | Pilotes       | Courses | Courses | Courses | Courses | Courses | Courses | Courses | Courses | Courses | Courses | Courses | Courses | Courses | Courses | Courses | Courses | Points inscrits | Classement |
| Saison | Écurie               | Moteur                   | Pneus    | Pilotes       | 1       | 2       | 3       | 4       | 5       | 6       | 7       | 8       | 9       | 10      | 11      | 12      | 13      | 14      | 15      | 16      | Points inscrits | Classement |
| ------ | -------------------- | ------------------------ | -------- | ------------- | ------- | ------- | ------- | ------- | ------- | ------- | ------- | ------- | ------- | ------- | ------- | ------- | ------- | ------- | ------- | ------- | --------------- | ---------- |
| 1993   | Footwork Mugen Honda | Mugen-Honda V10 MF-351HB | Goodyear |               | AFS     | BRÉ     | EUR     | SMR     | ESP     | MON     | CAN     | FRA     | GBR     | ALL     | HON     | BEL     | ITA     | POR     | JAP     | AUS     | 4*              | 9e         |
| 1993   | Footwork Mugen Honda | Mugen-Honda V10 MF-351HB | Goodyear | Derek Warwick |         |         | Abd     | Abd     | 13e     | Abd     | 16e     | 13e     | 6e      | 17e     | 4e      | Abd     | Abd     | 15e     | 14e     | 10e     | 4*              | 9e         |
| 1993   | Footwork Mugen Honda | Mugen-Honda V10 MF-351HB | Goodyear | Aguri Suzuki  |         |         | Abd     | 9e      | 10e     | Abd     | 13e     | 12e     | Abd     | Abd     | Abd     | Abd     | Abd     | Abd     | Abd     | 7e      | 4*              | 9e         |

Légende : ici 
- * Aucun point marqué en 1993 avec la Footwork FA13B.